# Fortis Championships Luxembourg 2007
Fortis Championships Luxembourg 2007 — жіночий тенісний турнір, що пройшов на закритих кортах з твердим покриттям у Люксембургу (Люксембург). Це був 12-й за ліком BGL Luxembourg Open. Належав до турнірів 2-ї категорії в рамках Туру WTA 2007. Ана Іванович здобула титул в одиночному, Івета Бенешова і Жанетта Гусарова - в парному.

## Переможниці та фіналістки

### Одиночний розряд
Ана Іванович —  Даніела Гантухова, 3–6, 6–4, 6–4

### Парний розряд
Івета Бенешова /  Жанетта Гусарова —  Вікторія Азаренко /  Шахар Пеєр, 6–4, 6–2